# Monastère de Dovolja
Le monastère de Dovolja (en serbe cyrillique : Манастир Довоља ; en serbe latin : Manastir Dovolja) est un monastère orthodoxe serbe situé à Premćani, dans la municipalité de Pljevlja au Monténégro.
Il dépend de l'éparchie de Mileševa et est dédié à la Dormition de la Mère de Dieu.

## Localisation
Le monastère se trouve à 45 km de Pljevlja, sur la rive droite de la Tara, à un endroit où cette rivière forme une gorge.

## Historique
Certains spécialistes considèrent que Dovolja a été fondé par le roi serbe Stefan Milutin à la fin du XIIIe siècle ; en revanche, il apparaît pour la première fois dans des sources historiques en 1513, au moment où le métropolite Jovan est exempté de taxes ; aux XVIe et XVIIe siècles, il est souvent mentionné à l'occasion de réparations effectuées sur les bâtiments. Le patriarche Arsenije III Čarnojević, qui a conduit la Grande migration serbe de 1690, y a pour un temps abrité les reliques de saint Arsène de Syrmie, qui fut le successeur de saint Sava à la tête de l'Église orthodoxe serbe ; après 1699, ces reliques ont été transférées au monastère de Dobrilovina.
En 1804, les Ottoman ont ravagé et pillé le monastère. Restauré, il a été brûlé par les Turcs en 1857. Reconstruit une nouvelle fois en 1870, il a de nouveau été ravagé en 1875 au moment de l'insurrection de l'Herzégovine. Il a encore été ravagé par un incendie en 1886 et a été abandonné. En 1905, les autorités locales ont demandé à la Sublime Porte l'autorisation de reconstruire le monastère, en alléguant le fait qu'il avait été fondé par le roi Stefan Milutin. Le monastère a été visité en 1933 par l'historien Vladimir Ćorović, qui, en 1934, en a fait une description détaillée dans la Gazette de la Société savante de Serbie (en serbe : Glasnik srpskog naučnog društva).
Un Comité pour la reconstruction du monastère de Dovolja a été créé en 1998 et, en 1999, les travaux ont pu commencer. La nouvelle église a été consacrée en 2008.